# Interkulturelle Einsatzberatung
Interkulturelle Einsatzberatung (der Bundeswehr) ist eine Einheit des Zentrum Operative Kommunikation der Bundeswehr. Sie befasst sich im Wesentlichen mit den vielfältigen Verhältnissen innerhalb der Einsatzgebiete der Bundeswehr, um den deutschen Kommandeur zu beraten und zum Schutz der eigenen Kräfte und der Auftragserfüllung beizutragen.
Die Interkulturelle Einsatzberatung (IEB) umfasst als Kernaufgabe die Beratung militärischer Entscheidungsträger zu komplexen Zusammenhänge im Einsatzgebiet, die in erheblichen Maße durch kulturelle, religiöse, ethnische, historische und gesellschaftliche Faktoren bestimmt sind. Der IEB unterstützt den Kommandeur / Kontingentführer (Bedarfsträger), indem er diese undurchschaubare Gemengelage durchdringt und sie für den Bedarfsträger und seinem Stab klar und differenziert veranschaulicht. Aufgrund der dafür notwendigen hohen Frequentierung des Umfelds im Einsatzgebiet, pflegt der IEB ein vielseitiges Netzwerk zu relevanten und einflussreichen Personen, um auf diese Akteure im Sinne des Bedarfsträgers einwirken zu können.
Der IEB nimmt wahr (Sensor), wirkt (Effektor) und berät (Berater) den Kommandeur und Kontingentführer mit seinen gewonnenen Erkenntnisse zurzeit in:
- Afghanistan: Resolute Support
- Kosovo: KFOR
- Mali: EUTM / MINUSMA
- Irak: Ausbildungsunterstützung
- Mittelmeer: EUNAVFOR MED Operation Sophia

Im Grundbetrieb unterstützen IEBs Verbände, Einheiten und Einrichtungen der Bundeswehr auf allen Ebenen bei der Einsatzvorausbildung.
Die Interkulturellen Einsatzberater der Bundeswehr sind, unabhängig davon ob sie in Deutschland als Soldat oder als ziviler Beschäftigter bei der Bundeswehr eingestellt sind, im Auslandseinsatz immer Soldat, und werden dafür einsatzvorbereitend ausgebildet. Dies erfordert den sicheren Umgang mit militärischer Ausrüstung und Waffen.
Aufgaben im Einsatz
- Beraten und gegebenenfalls Begleiten militärischer Entscheidungsträger im Kontext der Kommunikation und Interaktion mit der örtlichen Bevölkerung im Einsatzgebiet
- Identifizieren und Bewerten lokaler, ethnischer, religiöser, politischer und weiterer soziokultureller Strukturen
- Kontakte zu relevanten Multiplikatoren im Einsatzgebiet erschließen und pflegen
- Nutzen bestehender Kontakte zur Unterstützung des Auftrags der Bundeswehr im Einsatzraum
- Unterstützen bei der Mediation kulturbedingter Konflikte
- Erarbeiten von Beiträgen zur Lagebeurteilung im Einsatzgebiet
- Unterstützen der Truppe mit weiterbildenden Maßnahmen im interkulturellen Bereich

Aufgaben in Deutschland
- Informationsaustausch mit anderen militärischen und zivilen Dienststellen
- Bereitstellen von Informationen zur Unterstützung von interkulturellen Einsatzberatern im Einsatz
- Auswerten, Pflegen und Archivieren von im Einsatz gewonnenen Erkenntnissen
- Unterstützen bei der Aus- und Weiterbildung Interkultureller Einsatzberater
- Beraten der Kommandeure bereits im Rahmen der Vorbereitung ihres Einsatzes
- Mitarbeit im Expertennetzwerk Interkulturelle Kompetenz der Bundeswehr

Voraussetzungen der Interkulturellen Einsatzberater Bundeswehr
- Deutsche Staatsbürgerschaft
- Hochschulabschluss mit regional- oder kulturwissenschaftlichem Schwerpunkt oder geisteswissenschaftliche Studien verbunden mit praktischer Regionalerfahrung
- Vertiefte nachvollziehbare Kenntnisse und/oder weitreichende Erfahrungen im jeweiligen Kulturraum
- Ausgeprägte soziale, kommunikative und geistige Kompetenz
- Eigenständige, ergebnisorientierte und proaktive Arbeitsweise
- Überzeugendes und kompetentes Auftreten
- Gutes sprachliches Ausdrucksvermögen in Deutsch und Englisch
- Kenntnisse der Landessprachen des jeweiligen Einsatzgebietes
- Hohes Maß an körperlicher, psychischer sowie geistiger Belastbarkeit
- Bereitschaft zu längeren Auslandsaufenthalten in Krisengebieten